# زبان اشاره برزیلی
زبان اشاره برزیلی زبان اشاره‌ای است که توسط ناشنوایان و کم شنوایان در برزیل استفاده می‌شود.